# Les pires moments de l'histoire
Les pires moments de l'histoire est un balado sur les moments sombres de l'humanité, produit par URBANIA, animé par l'humoriste Charles Beauchesne.

## Présentation
Depuis 2019, l'humoriste québécois Charles Beauchesne raconte les pires moments de l’histoire au travers d'une série de podcasts scriptés à teneur humoristique. 
Les évènements évoqués sont nombreux et divers :  les croisades, l’Inquisition espagnole, les Vikings et plus récemment l'incendie de Chicago,. Le balado se focalise également sur des personnages historiques tels que le roi Henri VIII, Gengis Khan, Raspoutine et Bonnie et Clyde,.
Au-delà d'un ton humoristique et de l'humour noir, le podcast s'appuie sur une documentation solide rigoureuse,,.
En septembre 2023, le balado a fait l'objet d'une adaptation en bande dessinée aux éditions Front Froid,.

## Épisodes
| Saisons          | N° d'épisode | Titre                                    |
| ---------------- | ------------ | ---------------------------------------- |
| Saison 1 (2019), | 1            | Raspoutine                               |
| Saison 1 (2019), | 2            | L’ère des Vikings                        |
| Saison 1 (2019), | 3            | Vlad l’empaleur                          |
| Saison 1 (2019), | 4            | Les pires papes                          |
| Saison 1 (2019), | 5            | La chasse aux sorcières                  |
| Saison 2 (2019)  | 1            | Le Japon féodal                          |
| Saison 2 (2019)  | 2            | L’âge d’or de la piraterie               |
| Saison 2 (2019)  | 3            | Léopold II au Congo                      |
| Saison 2 (2019)  | 4            | Le Massacre de la St-Barthélémy          |
| Saison 2 (2019)  | 5            | Les pires princes et princesses          |
| Saison 3 (2020)  | 1            | La famine en Ukraine                     |
| Saison 3 (2020)  | 2            | L’inquisition espagnole                  |
| Saison 3 (2020)  | 3            | Les allumettières                        |
| Saison 3 (2020)  | 4            | Henri VIII                               |
| Saison 3 (2020)  | 5            | Gengis Khan                              |
| Saison 4 (2021)  | 1            | Les 300 Spartiates                       |
| Saison 4 (2021)  | 2            | Les asiles victoriens                    |
| Saison 4 (2021)  | 3            | L’Australie                              |
| Saison 4 (2021)  | 4            | Les Olympiques d’Hitler                  |
| Saison 4 (2021)  | 5            | Les croisades                            |
| Saison 5 (2022)  | 1            | Le Canadien Pacifique                    |
| Saison 5 (2022)  | 2            | L’incendie de Chicago                    |
| Saison 5 (2022)  | 3            | Guy Fawkes : la conspiration des poudres |
| Saison 5 (2022)  | 4            | Top 10 des pires pharaons                |
| Saison 5 (2022)  | 5            | Bonnie & Clyde                           |
| Saison 6 (2023)  | 1            | Jeanne d’Arc                             |
| Saison 6 (2023)  | 2            | Sainte Olga De Kiev                      |
| Saison 6 (2023)  | 3            | La Nouvelle-France                       |
| Saison 6 (2023)  | 4            | Edison                                   |
| Saison 6 (2023)  | 5            | Le Titanic                               |
| Saison 7 (2024)  | 1            | Pochahontas                              |
| Saison 7 (2024)  | 2            | L'empereur Dragon                        |
| Saison 7 (2024)  | 3            | Le Krash boursier                        |
| Saison 7 (2024)  | 4            | Struensee                                |
| Saison 7 (2024)  | 5            | Le top 5 des pires cowboys               |
| Hors-séries,     | 1 (2022)     | L’Empire romain (3 épisodes)             |
| Hors-séries,     | 2 (2023)     | La Révolution Française (3 épisodes)     |
| Hors-séries,     | 3 (2024)     | La préhistoire (3 épisodes)              |

## Réception
Le balado figure, selon Le Devoir, « parmi les contenus francophones les plus écoutés sur les plateformes de balados ». 

## Distinctions
Le balado a été récompensé par l’Olivier du « podcast humoristique avec script » en 2021, 2022, 2023, 2024 et 2025,,.

## Production
- Animation : Charles Beauchesne[1]
- Réalisation (saisons 1, 2, 3, 4, 6 et hors-séries 1, 2 et 3) : Barbara-Judith Caron[5]
- Réalisation (saison 5) : Alexandre Gauthier
- Scénario (texte et recherches) : Charles Beauchesne, Odrée Rousseau et François de Grandpré[1]
- Société de production : URBANIA[7]

## A voir aussi